# العلاقات الأردنية الهندية
العلاقات الأردنية الهندية هي العلاقات الثنائية التي تجمع بين الأردن والهند.

## مقارنة بين البلدين
هذه مقارنة عامة ومرجعية للدولتين:
| وجه المقارنة                                              | الأردن                   | الهند                       |
| --------------------------------------------------------- | ------------------------ | --------------------------- |
| المساحة (كم2)                                             | 89.34 ألف                | 3.29 مليون                  |
| عدد السكان (نسمة)                                         | 9.81 مليون               | 1.35 مليار                  |
| الكثافة السكانية (ن./كم²)                                 | 109.81                   | 410.33                      |
| العاصمة                                                   | عمان                     | نيودلهي                     |
| اللغة الرسمية                                             | اللغة العربية            | اللغة الهندية، لغة إنجليزية |
| العملة                                                    | دينار أردني              | روبية هندية                 |
| الناتج المحلي الإجمالي (بليون دولار)                      | 40.07 مليار              | 2.60 تريليون                |
| الناتج المحلي الإجمالي (تعادل القوة الشرائية) بليون دولار | 82.80 مليار              | 8.00 تريليون                |
| الناتج المحلي الإجمالي الاسمي للفرد دولار أمريكي          | 4.94 ألف                 | 1.60 ألف                    |
| الناتج المحلي الإجمالي للفرد دولار أمريكي                 | 12.05 ألف                | 5.70 ألف                    |
| مؤشر التنمية البشرية                                      | 0.748                    | 0.609                       |
| رمز المكالمات الدولي                                      | +962                     | +91                         |
| رمز الإنترنت                                              | .jo                      | .in، .भारत ‏، .بھارت ‏،        |
| المنطقة الزمنية                                           | ت ع م+02:00، ت ع م+03:00 | ت ع م+05:30، توقيت الهند    |

## منظمات دولية مشتركة
يشترك البلدان في عضوية مجموعة من المنظمات الدولية، منها:
| علم المنظمة | اسم المنظمة                        | تاريخ انضمام الأردن | تاريخ انضمام الهند |
| ----------- | ---------------------------------- | ------------------- | ------------------ |
|             | يونسكو                             | 14 يونيو 1950       | 4 نوفمبر 1946      |
|             | مؤسسة التمويل الدولية              | 20 يوليو 1956       | 20 يوليو 1956      |
|             | منظمة حظر الأسلحة الكيميائية       | ?                   | ?                  |
|             | مؤسسة التنمية الدولية              | 4 أكتوبر 1960       | 24 سبتمبر 1960     |
|             | منظمة التجارة العالمية             | ?                   | 1995               |
|             | وكالة ضمان الاستثمار متعدد الأطراف | 12 أبريل 1988       | 6 يناير 1994       |
|             | الاتحاد البريدي العالمي            | ?                   | ?                  |
|             | منظمة الشرطة الجنائية الدولية      | ?                   | ?                  |
|             | الأمم المتحدة                      | 14 ديسمبر 1955      | 30 أكتوبر 1945     |
|             | الاتحاد الدولي للاتصالات           | 20 مايو 1947        | 1869               |
|             | البنك الدولي للإنشاء والتعمير      | 29 أغسطس 1952       | 27 ديسمبر 1945     |

## أعلام
هذه قائمة لبعض الشخصيات التي تربطها علاقات بالبلدين:
- بديعة بنت الحسن (28 مارس 1974 – )
- ثروت الحسن (أميرة أردنية، عقيلة الأمير الحسن بن طلال، 24 يوليو 1947 – )
- راشد بن الحسن (20 مايو 1979 – )
- رحمة بنت الحسن (13 أغسطس 1969 – )
- سمية بنت الحسن (أميرة أردنية، ابنة الأمير الحسن بن طلال، 14 مايو 1971 – )

## وصلات خارجية
- موقع وزارة الخارجية الأردنية
- موقع وزارة الخارجية الهندية